# Augusto (stacja metra)
Augusto – stacja metra w Neapolu, na Linii 6 (błękitnej). 
Znajduje się na Viale di Augusto.
Stacja została otwarta 4 lutego 2007.